# Tres Concejos
Tres Concejos fue una de las dos entidades en las que estuvo dividido administrativamente el Valle de Somorrostro, en la provincia de Vizcaya.

## Historia
Hacia mediados del siglo XIX, la división administrativa, que incluía en su término los lugares de Santurce, Sestao y San Salvador del Valle, tenía contabilizada una población de 1523 habitantes. Aparece descrita en el decimoquinto volumen del Diccionario geográfico-estadístico-histórico de España y sus posesiones de Ultramar de Pascual Madoz con las siguientes palabras:

TRES CONCEJOS: ayunt. del valle de Somorrostro, en la prov. de Vizcaya, part. jud. de Valmaseda, aud. terr. de Búrgos, c. g. de las Provincias Vascongadas, dióc. de Santander: se compone de los concejos de Santurce, cab., Sestao y San Salvador del Valle. sit. en terreno costanero, con clima saludable. Tiene 3 escuelas de instruccion primaria á que asisten 80 niños y 49 niñas; 3 parr. servida por 6 beneficiados que provee el obispo en concurso, 5 ermitas y una arruinada, y antiguamente un convento de carmelitas. Para beber y demas usos se aprovechan las aguas de los arroyos y fuentes, entre las que hay una medicinal. El térm. confina N. el mar; E. Portugalete; S. Baracaldo, y O. Cuatro Concejos: dentro de su circunferencia existen varios montes, algunos de ellos con arbolado. El terreno es de mediana calidad, y en ciertos parages bueno. caminos: locales. El correo se recibe de Portugalete. prod.: trigo, maiz, chacolí, legumbres, hortalizas y frutas. cria ganado vacuno y mular; alguna caza, y bastante pesca, á cuya ind. se dedican gran número de los hab. Hay 5 molinos harineros. pobl.: 382 vec., 1,523 alm. riqueza terr. 63,992 rs. 25 mrs.
(Madoz, 1849, p. 151)